# Maria im Paradiesgarten

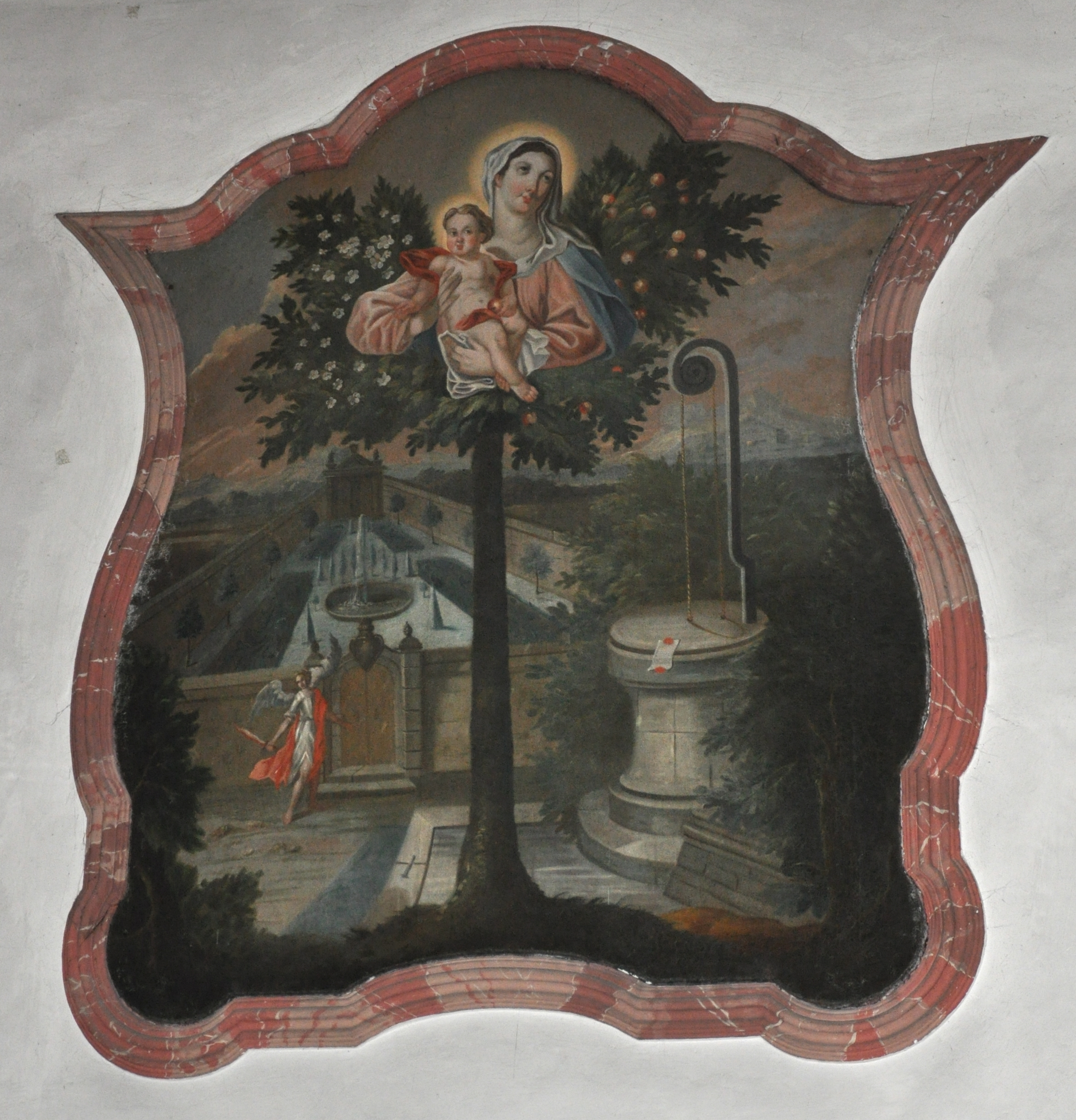
Maria im Paradiesgarten von Jacob Carl Stauder, 1738

Maria im Paradiesgarten (auch Madonna im Hortus conclusus, Muttergottes im Hortus conclusus) ist ein besonders auf mittelalterlichen Miniaturenmalereien beliebtes Bildthema der Marienikonografie, wobei Maria im Paradiesgarten sitzend dargestellt wird. In der Regel handelt es sich um einen umschlossenen Garten, hortus conclusus, der Sinnbild sowohl der Befreiung Marias von der Erbsünde ist, als auch für ihre Fruchtbarkeit.
Vom Meister von St. Laurenz ist ein diesem Thema gewidmetes Bild erhalten, und das Paradiesgärtlein in Frankfurt.